# Ronnie Scott’s Presents Carmen McRae ’Live’
Ronnie Scott’s Presents Carmen McRae ’Live’ — концертный альбом американской певицы Кармен Макрей, записанный во время июльских концертов певицы в лондонском джазовом клубе Ронни Скотта в 1977 году. В записи также приняли участие пианист Маршалл Отуэлл, басист Джон Джанелли и ударник Джоуи Брендон. Альбом был выпущен в том же году в Великобритании лейблом Pye Records.

## Об альбоме
Впервые Макрей выступала в у Ронни Сотта в 1975 году, но вместе с британскими музыкантами. По её словам, она чувствовала себя неуютно без своего трио. К тому же она призналась, что британские музыканты более зажатые по сравнению с американцами. Вдобавок она простыла во время двухнедельных выступлений, и аплодисменты зрителей казались ей скорее почтительными, нежели искренними. В 1977 году певица вернулась на сцену клуба уже со своей группой и с успехом провела серию концертов.

## Отзывы критиков
| Оценки критиков                            | Оценки критиков |
| Источник                                   | Оценка          |
| ------------------------------------------ | --------------- |
| Encyclopedia of Popular Music              | [ 3 ]           |
| The Rolling Stone Jazz & Blues Album Guide | [ 4 ]           |

Майк Хеннесси, музыкальный критик и редактор журнала Jazz Journal International, отметил, что Макрей «была в великолепной форме — пела с той непринужденной грацией и властностью, которые проистекают из многолетних упорных усилий, и разговаривала между песнями с той легкой, возмутительной откровенностью, которая характеризует прирожденную исполнительницу, которая чувствует себя как дома в интимной клубной атмосфере».

## Список композиций
1. «Introduction By Ronnie Scott»
2. «If You Could See Me Now» (Тэдд Дэмерон, Карл Сигман) — 3:18
3. «Sometimes I’m Happy» (Ирвинг Сизар, Винсент Юманс) — 2:45
4. «I’m Gonna Lock Away My Heart and Throw Away The Key» (Джим Итон, Терри Шанд) — 3:10
5. «Baby Won’t You Please Come Home» (Чарльз Уорфилд, Кларенс Уильямс) — 3:52
6. «Poor Butterfly» (Джон Голден, Рэймонд Хаббелл) — 3:45
7. «Evergreen» (Барбра Стрейзанд, Пол Уильямс) — 2:55
8. «Sunday» (Честер Конн, Бенни Крюгер, Нед Миллер, Джул Стайн) — 5:23
9. «Weaver of Dreams» (Джек Эллиотт, Виктор Янг) — 3:07
10. «Get out of Town» (Коул Портер) — 2:26
11. «With One More Look at You» (Кенни Ашер, Пол Уильямс) — 4:42
12. «Miss Brown» (Ричард А. Уайтинг, Ральф Рейнджер, Лео Робин) — 2:18

## Участники записи
- Кармен Макрей — вокал
- Маршалл Отуэлл — фортепиано
- Джон Джанелли — бас-гитара
- Джоуи Брендон — ударные